# ماركوس هاتين
ماركوس هاتين (بالإنجليزية: Marcus Hatten)‏ مواليد 13 ديسمبر 1980 في بالتيمور، هو لاعب كرة سلة أمريكي. بدأ مسيرته الاحترافية في سنة 2003. يحمل الرقم 1. يبلغ طوله 6 قدم 1 بوصة (1.9 م). لعب مع سكافاتي باسكت ونيو باسكت برينديزي.

## روابط خارجية
- ماركوس هاتين على موقع كرة السلة الأوروبية.كوم (الإنجليزية)
- ماركوس هاتين على موقع كلية كرة السلة في سبورتس رفرنس.كوم (الإنجليزية)
- ماركوس هاتين على موقع ريلجم (الإنجليزية)
- ماركوس هاتين على موقع بروبوليرز (الإنجليزية)
- ماركوس هاتين على موقع سبورتس رفرنس (الإنجليزية)